# Jeff Fischer
Jeff Todd Fischer (n. 1968 en Estados Unidos) es un actor estadounidense conocido por prestar su voz a varios personajes, tanto de videojuegos como de televisión entre el que se encuentra su personaje homónimo de American Dad.
Entre sus trabajos se encuentran los papeles de MC Cobra de Jackie Chan Adventures y de Doug Reisman como artista invitado en Spider-Man: The New Animated Series. Sin embargo es más conocido por prestar su voz a Jeff Fischer en la serie American Dad desde la primera temporada. Uno de sus últimos trabajos fue en Blockage donde interpreta a Lewis.
Aparte de la televisión, también ha colaborado como actor de voz en videojuegos como Pimp My Ride, Tony Hawk's Underground y Chronicle.
En 2005 presentó la gala de los Teen Choice Awards.
Además de su trabajo interpretativo, es un aficionado a la vinicultura y fundó la bodega Habit Winery en Santa Bárbara, California.

## Filmografía
| Año           | Título                              | Personaje         | Observaciones        |
| ------------- | ----------------------------------- | ----------------- | -------------------- |
| 1998          | Melrose Place                       | Gus               | Serie de TV          |
| 2000          | Dinosaurio                          | Varios personajes | Voz                  |
| 2001          | Colegas de clase                    | -                 | Serie de TV          |
| 2003          | Lilo y Stitch                       | Varios personajes | Voz                  |
| 2003          | Sommerhitze                         | Jörg              | Cortometraje         |
| 2003          | Spider-Man: The New Animated Series | Doug Reisman      | Serie de TV Voz      |
| 2003          | Tony Hawk's Underground             | -                 | Videojuego Voz       |
| 2004          | Tony Hawk's Underground 2           | -                 | Videojuego Voz       |
| 2004          | Tormenta de verano                  | Flasche           |                      |
| 2004          | Death and Texas                     | Defensa de fútbol |                      |
| 2005          | Innoventions                        | Piggy Bank        |                      |
| 2005-10       | Jackie Chan Adventures              | MC Cobra          | Serie de TV Voz      |
| 2005          | Buzz Lightyear Astro Blasters       | -                 |                      |
| 2005          | Der Feigling                        | Pandillero        | Cortometraje         |
| 2005          | Homerun                             | -                 | Cortometraje         |
| 2005-presente | American Dad                        | Jeff Fischer      | Serie de TV Voz      |
| 2006          | Happy Feet                          | Varios personajes | Voz                  |
| 2006          | Pimp My Ride                        | -                 | Videojuego Voz       |
| 2008          | Onkel Dieter                        | Patrick           | Cortometraje         |
| 2009          | Garfield's Pet Force                | Varios personajes | Directo en vídeo Voz |
| 2009          | InFamous                            | Varios personajes | Videojuego Voz       |
| 2011          | Doc McStuffins                      | Lenny             | Serie de TV Voz      |
| 2011          | Night of Hurricane                  | Jeff Fischer      | TV Movie Voz         |
| 2011          | Final Fantasy XIII-2                | Yug               | Videojuego Voz       |
| 2011          | Final Fantasy XIII                  | Yug               | Videojuego Voz       |
| 2012          | Chronicle                           | Gánster #3        | Videojuego Voz       |